# Marquês de Borba

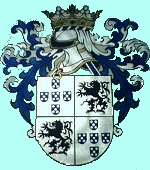
Brasão de armas dos Marqueses de Borba.

O título de Marquês de Borba foi criado em 15 de Dezembro de 1811 por D. Maria I, rainha de Portugal, a favor de D. Tomé Xavier de Sousa Coutinho de Castelo Branco e Meneses, 13.º Conde de Redondo. Embora o título tenha sido outorgado em vida do 1.º titular, o mesmo foi renovado nos 14.º e 16.º  Condes de Redondo.

## Marqueses de Borba
1. D. Tomé Xavier de Sousa Coutinho de Castelo Branco e Meneses (1753-1813), 13.º conde de Redondo
2. D. Fernando Maria de Sousa Coutinho (1776-1834), 14.º conde de Redondo
3. D. Fernando Luís de Sousa Coutinho Castelo Branco e Meneses (1835-1928), 16.º conde de Redondo

Após a implementação da República e o fim do sistema nobiliárquico, ficaram pretendentes ao título:
1. 4. D. Fernando José Luís Burnay de Sousa Coutinho (1883–1945)
2. 5. D. António Luís Carvalho de Sousa Coutinho (1925-2007); 7.º Marquês de Valença, 18.º Conde de Redondo, 15.º Conde de Vimioso, 8.º Conde de Soure;
3. 6. D. Fernando Patrício de Portugal de Sousa Coutinho (1956), 8.º Marquês de Valença, 19.º Conde de Redondo, 16.º Conde de Vimioso, 9.º Conde de Soure, 3.º Marquês de Aguiar, Conde de Basto, 2.º Conde do Barreiro, 3.º Conde de Aguiar, 4.º Marquês de Castelo Rodrigo